# Astragalus lasiopetalus
Astragalus lasiopetalus är en ärtväxtart som beskrevs av Aleksandr Andrejevitj Bunge. Astragalus lasiopetalus ingår i släktet vedlar, och familjen ärtväxter. Inga underarter finns listade i Catalogue of Life.